# Dolno Divjaci
Dolno Divjaci (makedonska: Долно Дивјаци) är en ort i Nordmakedonien. Den ligger i kommunen Kruševo, i den sydvästra delen av landet, 70 kilometer söder om huvudstaden Skopje. Dolno Divjaci ligger 851 meter över havet och antalet invånare är 118.